# Le Point
Le Point è un settimanale francese. È uno dei principali tre in Francia ed è storicamente di centro-destra (al 2002).

## Storia
Il settimanale Le Point è stato fondato nel 1972 da un team di giornalisti che avevano lasciato, un anno prima, il direttore de L'Express, Jean-Jacques Servan-Schreiber. Dopo la vittoria della sinistra alle elezioni del 1981, Le Point lasciò il gruppo Hachette per preservare la propria autonomia. Il giornale entrò a far parte del gruppo cinematografico Gaumont, presieduto da Nicolas Seydoux. Nel 1992, Nicolas Seydoux vendette le sue azioni alla Générale Occidentale. Il 17 ottobre 1997 il giornale è stato acquistato per quasi 200 milioni di franchi da François Pinault, amministratore delegato della holding Artémis, e amico intimo di Jacques Chirac.
Nel 2025, la stampa francese riportò che un giornalista di Le Point aveva contattato un volontario della Wikipedia in francese, minacciando di rivelarne i dati personali in un articolo di Le Point se non avesse modificato la voce di Wikipedia sulla pubblicazione al fine di rimuovere ogni menzione di vicinanza fra Le Point e la destra identitaria francese.

## Riconoscimenti

### Premio di giornalismo
Il premio Albert-Londres della stampa scritta è stato assegnato ad Alain Louyot nel 1985, a Olivier Weber nel 1992, a Caroline Puel nel 1997 e a Claire Meynial nel 2016.
Il premio Jean-Luc-Lagardère del giornalismo dell'anno è stato conferito ad Anna Bitton-Cabana, nel 2009, per l'articolo «Sarkozy-Villepin, storia segreta di un odio». Marc Nexon lo ha ricevuto nel 2011 per l'articolo «Il genio che si è ritirato dal mondo». Pierre-Antoine Delhommais ne è stato destinatario l'anno successivo per l'articolo «E se catturassimo La Gioconda…», e Kamel Daoud lo ha ricevuto nel 2016 per le sue cronache in Le Point e in Le Quotidien d'Oran.
Nell'ambito del Premio Bayeux Calvados-Normandie dei corrispondenti di guerra, il premio speciale Ouest-France Jean-Marin è stato assegnato nel 1996 a Olivier Weber per il suo articolo «Cecenia, i russi nel pantano».